# 1986 DA
1986 DA är en asteroid i huvudbältet som upptäcktes den 16 februari 1986 av den japanske astronomen Minoru Kizawa vid Shizuoka-observatoriet.
Asteroiden har en diameter på ungefär 2 kilometer och den tillhör asteroidgruppen Amor.